# محمدعلی منصف
محمدعلی منصف (زاده ۱۲۸۱ خورشیدی در بیرجند) نماینده بیرجند و قائنات در مجلس شورای ملی، قائم‌مقام مدیرعامل بانک رهنی ایران و دایی امیراسدالله علم بود. 
پدرش آقامیرزا مهدی بیرجندی بود. وارد کارهای فرهنگی شوهر خواهرش امیر شوکت‌الملک علم شد و مدتها مدیریت مدرسه شوکتیه بیرجند با او بود تا اینکه در سال ۱۳۱۱ به نمایندگی بیرجند و قائنات در مجلس شورای ملی رسید (دوره نهم) و این کرسی را تا پایان دوره هفدهم حفظ کرد. در این دوره به دکتر مصدق و جبهه ملی نزدیک شد و و به همین سبب پس از ۲۸ مرداد ۱۳۳۲ که مصدق کنار رفت، او را هم کنار گذاردند. اقدامات علم برای اعاده وی به خدمت سرانجام به آنجا انجامید که او را به عضویت هیئت مدیره بانک رهنی برگزیدند و قائم‌مقام مدیر عامل شد و سالها در این سمت بود تا بازنشسته شد. 
منصف کتابی درباره زندگی امیر شوکت‌الملک علم نوشته است. وی همچنین کسی بود که خاطرات علم را به سوییس برده و در بانک به امانت گذاشت. 